# Ballesteros (Cagayán)
Ballesteros de Cagayán es un municipio filipino de cuarta categoría perteneciente a  la provincia de Cagayán en la Región Administrativa de Valle del Cagayán, también denominada Región II.

## Geografía
Tiene una extensión superficial de 120.00 km² y según el censo del 2007, contaba con una población de 31.044 habitantes, 32.215  el día primero de mayo de 2010

### Barangayes
Ballesteros se divide administrativamente en 19 barangayes o barrios, 17 de  carácter rural y 2 urbanos.
| - Ammubuan - Baran - Cabaritan East - Cabaritan West - Cabayu - Cabuluan East - Cabuluan West - Centro East (Población) - Centro West (Población) - Fugu | - Mabuttal East - Mabuttal West - Nararagan - Palloc - Payagan East - Payagan West - San Juan - Santa Cruz - Zitanga |